# Гердеал (Сибињ)
Гердеал (рум. Gherdeal) насеље је у Румунији у округу Сибињ у општини Брују. Oпштина се налази на надморској висини од 465 m.

## Становништво
Према подацима из 2002. године у насељу је живело 31 становника.

### Попис2002.
| Расподела становништва по националности 2002.‍ | Расподела становништва по националности 2002.‍ | Расподела становништва по националности 2002.‍ | Расподела становништва по националности 2002.‍ | Расподела становништва по националности 2002.‍ |
| --------------------------------------------- | --------------------------------------------- | --------------------------------------------- | --------------------------------------------- | --------------------------------------------- |
|                                               |                                               |                                               |                                               |                                               |
| Румуни                                        | Румуни                                        |                                               | 22                                            | 73,3%                                         |
| Немци                                         | Немци                                         |                                               | 8                                             | 26,7%                                         |